# Alur (Karnataka)
Alur è una suddivisione dell'India, classificata come town panchayat, di 6.133 abitanti, situata nel distretto di Hassan, nello stato federato del Karnataka. In base al numero di abitanti la città rientra nella classe V (da 5.000 a 9.999 persone).

## Geografia fisica
La città è situata a 12° 58' 40 N e 75° 58' 26 E.

## Società

### Evoluzione demografica
Al censimento del 2001 la popolazione di Alur assommava a 6.133 persone, delle quali 3.037 maschi e 3.096 femmine. I bambini di età inferiore o uguale ai sei anni assommavano a 782, dei quali 394 maschi e 388 femmine. Infine, coloro che erano in grado di saper almeno leggere e scrivere erano 4.226, dei quali 2.252 maschi e 1.974 femmine.